# Gornji Rogolji
Gornji Rogolji – wieś w Chorwacji, w żupanii brodzko-posawskiej, w gminie Okučani. W 2011 roku liczyła 26 mieszkańców.